# Corallorhiza odontorhiza
Corallorhiza odontorhiza là một loài thực vật có hoa trong họ Lan. Loài này được (Willd.) Nutt. mô tả khoa học đầu tiên năm 1818.

## Hình ảnh

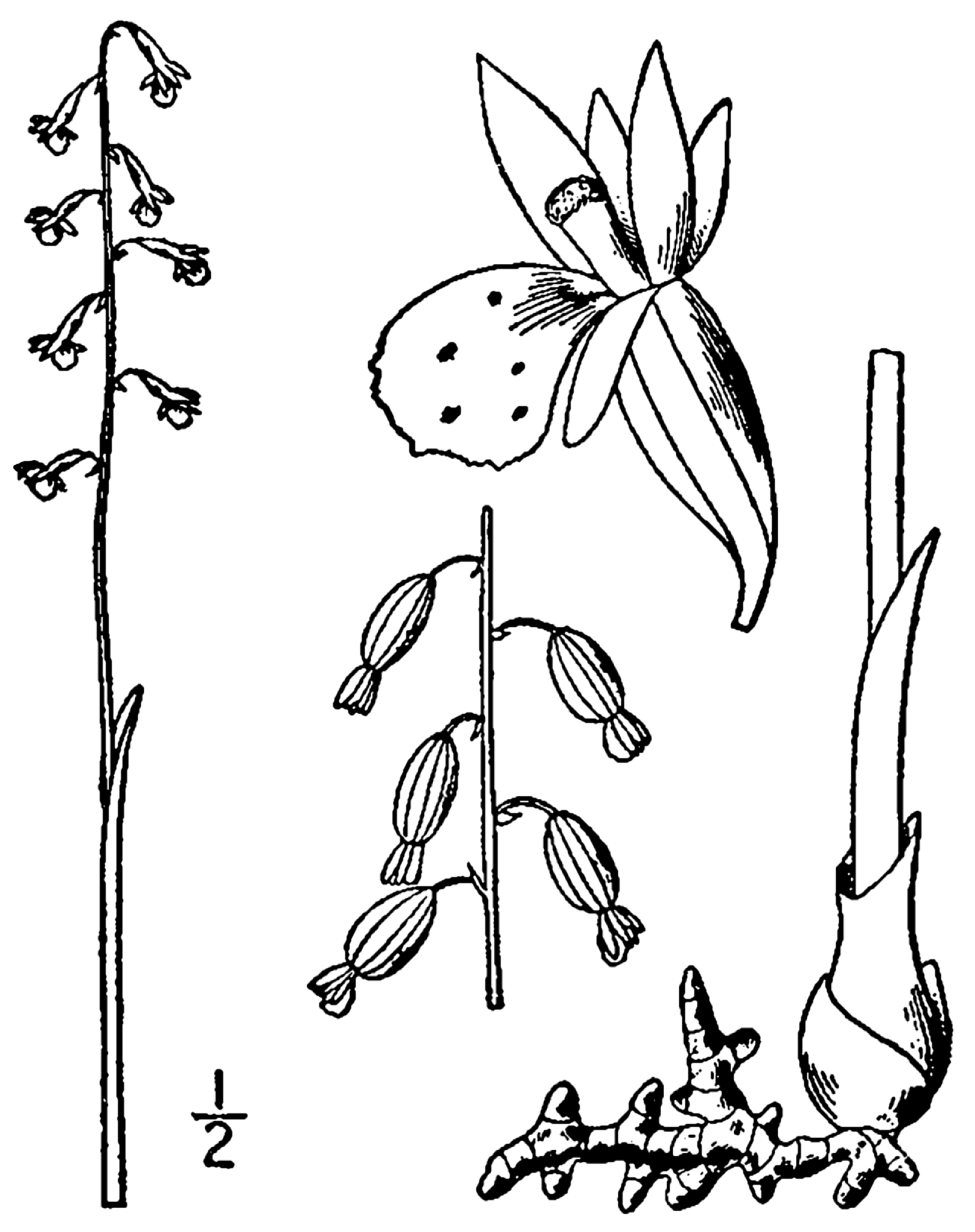